# Alan Shirahama
Alan Shirahama (白濱 亜嵐 Shirahama Aran?,  Matsuyama, Prefectura de Ehime, 4 de agosto de 1993) es un músico, actor y bailarín japonés. Shirahama es actualmente miembro y líder del grupo masculino, Generations from Exile Tribe.

## Biografía
Shirahama nació el 4 de agosto de 1993 en la ciudad de Matsuyama, Ehime, hijo de padre japonés y madre filipina. Tiene un hermano, Ryū, y una hermana mayor, Loveli, quien es modelo y tarento. En julio de 2011, Shirahama fue seleccionado como miembro candidato para Generations y se convirtió en miembro oficial en abril de 2012. En enero de 2014, fue nombrado líder de dicho grupo.
El 27 de abril de 2014, Shirahama fue uno de los cinco candidatos que aprobaron la audición final para unirse a Exile, lo que le convirtió en miembro concurrente tanto de Exile como de Generations.

## Vida personal
En enero de 2013, Shirahama se vio envuelto en un escándalo al publicarse que la idol Minami Minegishi, miembro del grupo AKB48, había pasado la noche en su apartamento. Después de que Minegishi se afeitara la cabeza en penitencia por el escándalo, el incidente fue ampliamente informado incluso en medios extranjeros. Shirahama se disculpó públicamente por el incidente.